# Camp du Bas de la Courbe
Le camp du Bas de la Courbe est une ancienne fortification située à La Courbe, en France.

## Localisation
Le site est situé dans le département français de l'Orne, à La Courbe, immédiatement au sud-ouest de l'église paroissiale, sur une hauteur d’un méandre de l'Orne.

## Historique

### Second âge du fer dit de la Tène - Époque gauloise
Un oppidum gaulois devait exister en ce lieu.

## Protection
Le camp du Bas de la Courbe (éperon barré) est inscrit au titre des monuments historiques depuis le 5 mars 1987.